# Jesper Fredberg
Jesper Fredberg (født 11. maj 1981) er en dansk tidligere fodboldtræner og fodboldleder, som i øjeblikket er sportsdirektør i U.C. Sampdoria.

## Karriere
Fredberg har UEFAs Pro-licens og skrev sin UEFA-rapport omkring High Performance teams i fodbold og i den private sektor.
Fredberg har været ungdomstræner i flere danske klubber - bl.a. AGF, Brøndby IF og Brabrand IF, inden han blev udnævnt som assistent for cheftræner Peter Sørensen i AGF i sommeren 2013. Fredberg var assistenttræner, indtil Sørensen blev fyret som cheftræner den 26. februar 2014, hvorefter Fredberg blev forfremmet til cheftræner for resten af sæsonen 2013/14.
Efterfølgende var han auditor for DoublePass i Belgien i et år. Herfra blev han hentet til AC Omonoia på Cypern som teknisk direktør og blev sidenhen sportsdirektør. Han var desuden cheftræner for klubben ad to omgange. Fredberg sagde sin stilling op i foråret 2018 og blev samme sommer hentet til Panathinaikos FC som teknisk direktør.
Den 2. maj 2019 startede Fredberg som sportsdirektør i Viborg FF.
Fredberg blev af RSC Anderlecht købt fri af hans kontrakt med Viborg FF i efteråret 2022. Han var fodbolddirektør i den belgiske klub indtil 30. oktober 2024.

## Civil baggrund
Fredberg har en fortid i det danske militær som sergent i Den Kongelige Livgarde og er desuden uddannet politimand. Han har studeret økonomi på Århus Business School og efterfølgende taget en mini MBA i ledelse.